# Karaté Kid (film, 1984)
Le Moment de vérité
Pour les articles homonymes, voir Karaté Kid et Le Moment de vérité.
Cet article concerne le film de John G. Avildsen. Pour le remake, voir Karaté Kid. Pour le film de 2024, voir Karate Kid (film, 2024).
Série Karaté Kid
Karaté Kid : Le Moment de vérité 2
(1986)
Pour plus de détails, voir Fiche technique et Distribution.
Le Moment de vérité — plus connu sous le titre de Karaté Kid — (The Karate Kid) est un film américain de John G. Avildsen, sorti en 1984. C'est le premier film de la franchise Karaté Kid.
Le film connaît un grand succès commercial en salles. Lors de la cérémonie des Oscars 1985, le partenaire de l'acteur principal Ralph Macchio, l’acteur Pat Morita reçoit une nomination à l'Oscar du meilleur acteur dans un second rôle. Il connaitra trois suites, un remake, une série TV. Un nouveau film est prévu en 2025.

## Synopsis
Lucille LaRusso, une américaine qui élève seule son fils Daniel, décroche un nouveau travail. Les deux quittent alors Newark dans le New Jersey pour aller emménager à l’autre bout du pays, en Californie et s'installent dans une résidence située à Los Angeles dans le quartier de Reseda. Peu après leur arrivée, Daniel LaRusso fait la connaissance d'un des habitants de la résidence, un américain d'origine japonaise (Okinawa) assez excentrique, M. Miyagi, qui semble être l'homme à tout faire du complexe d'appartements. Daniel se lie d'amitié avec le vieil homme, amateur de bonzai, dont il offre un exemplaire à Daniel et sa mère.
Lors d'une fête sur la plage avec des amis, Daniel rencontre la jeune Ali Mills, une fille de son lycée, par ailleurs pom-pom girl de l'équipe de football, sur laquelle il jette son dévolu. À la tombée de la nuit, survient l'ancien petit ami de Ali, Johnny Lawrence, accompagné de sa bande à moto. Quand Johnny harcèle Ali pour lui parler, Daniel est pris à partie par Lawrence, qui lui inflige une correction grâce à ses talents en karaté.
Le lendemain matin, Daniel, porteur d'un hématome au visage après l'attaque de Johnny, se rend à son lycée. Mais sa nouvelle vie en Californie n'est pas celle qu'il s'attendait à vivre, car Daniel est régulièrement persécuté par Johnny et sa bande. Au cours de la fête d'Halloween, Daniel se venge sur Johnny en profitant que ce dernier est en train de rouler des joints dans les toilettes, mais se fait repérer et doit s'enfuir. Il est rattrapé par la bande de Johnny et se voit infliger une nouvelle correction. Daniel est sauvé par M. Miyagi quand celui-ci arrive sur les lieux et met hors d'état de nuire Johnny et sa bande grâce au karaté. Ramenant Daniel chez lui, le vieil homme accepte d'apprendre à Daniel le karaté comme moyen d'autodéfense.
Essayant de calmer la situation, M. Miyagi accompagne Daniel LaRusso au dojo dirigé par le sensei (maître) de Johnny, John Kreese, un ancien vétéran des Forces spéciales qui a servi pendant la guerre du Vietnam, et qui pratique un karaté basé sur l'agressivité et le non respect de l'adversaire. Ils apprennent alors qu'un tournoi de karaté aura lieu dans deux mois, auxquels doivent participer Johnny et les membres de sa bande. M. Miyagi parvient à convaincre John Kreese de laisser Daniel tranquille jusqu'au début du tournoi, au cours duquel Johnny et Daniel régleront leurs comptes.
Bien que M. Miyagi ait promis à Daniel de le former au karaté, il ne lui fait faire au début que des tâches rebutantes, apparemment bien éloignées de l’enseignement du karaté (laver et lustrer ses voitures, repeindre la palissade de sa maison, poncer un parquet en bois et repeindre la maison), sous couvert de l'initier, ce qui finit par tendre la relation entre lui et Daniel. Mais M. Miyagi finit par lui expliquer que ces corvées répétitives sont destinées à l'aider à améliorer ses gestes et sa mémoire musculaire. Miyagi forme finalement Daniel aux techniques du karaté, et incorpore également des leçons de vie telles que l'importance de l'équilibre personnel, reflété dans le principe selon lequel l'entraînement aux arts martiaux consiste autant à entraîner l'esprit que le corps.
Le jour du tournoi, Daniel, grâce aux enseignements prodigués par M. Miyagi, vainc plusieurs adversaires (dont certains membres du dojo de Johnny) et arrive en demi-finale. Lors de la demi-finale, il affronte l'un des collègues de Johnny, Bobby Brown, qui lui porte un vicieux coup à la jambe (à l'instigation de son sensei, John Kreese, qui lui intime l'ordre de blesser son adversaire). Brown est disqualifié pour cet acte.
Alors qu'il se repose avant de rependre le combat, un médecin inspecte la blessure de Daniel et décide qu'il n'est plus apte à combattre, et part prévenir les juges du tournoi que Daniel est forfait. Mais Miyagi, sur la demande de Daniel, exécute une technique secrète de suppression de la douleur sur la jambe de Daniel, ce qui permet au jeune homme de reprendre le tournoi.
Alors que Johnny Lawrence est sur le point d'être déclaré vainqueur par défaut, Ali arrive et annonce au speaker que Daniel est prêt à rependre la compétition. La finale entre Daniel et Johnny débute et, après un combat acharné où Daniel est de nouveau blessé (encore une fois sur l’initiative de John Kreese), Daniel emporte le point de la victoire grâce à une attaque surprise, dans la position de la grue (une technique qu'il a apprise en observant Miyagi l'exécuter sur la plage) et est déclaré vainqueur du tournoi. Il est félicité par Johnny qui lui donne le trophée, sous le regard de M. Miyagi, fier de son élève.

## Fiche technique
- Titre original : The Karate Kid
- 1er titre français : Le Moment de vérité
  - titre français pour la sortie en vidéo : Karaté Kid, le moment de vérité[1],[2]
- Réalisation : John G. Avildsen
- Scénario : Robert Mark Kamen
- Musique : Bill Conti
- Photographie : James Crabe
- Montage : John G. Avildsen, Walt Mulconery et Bud S. Smith
- Décors : William J. Cassidy
- Costumes : Richard Bruno et Aida Swinson
- Production : Jerry Weintraub ; producteur délégué : R. J. Louis
- Sociétés de production : Columbia Pictures, Jerry Weintraub Productions et Delphi Films
- Distribution : Columbia Pictures
- Pays d'origine :  États-Unis
- Langue originale : anglais
- Budget : 8 millions de dollars[3]
- Genre : drame, arts martiaux, action
- Durée : 127 minutes
- Dates de sortie[2] :
  -  États-Unis : 22 juin 1984
  -  France : 26 septembre 1984

## Distribution
- Ralph Macchio (VF : Luq Hamet) : Daniel LaRusso
- Noriyuki « Pat » Morita (VF : Roger Carel) : M. Nariyoshi Kesuke Miyagi
- Elisabeth Shue (VF : Amélie Morin) : Ali Mills
- Martin Kove (VF : Patrice Keller) : John Kreese
- Randee Heller (VF : Martine Messager) : Lucille LaRusso
- William Zabka (VF : Edgar Givry) : Johnny Lawrence
- Ron Thomas : Bobby Brown
- Rob Garrison : Tommy
- Chad McQueen : Dutch
- Tony O'Dell (en) : Jimmy
- Israel Juarbe (VF : Thierry Bourdon) : Freddy Fernandez
- William Bassett (en) (VF : Jacques Brunet) : M. Mills
- Larry B. Scott : Jerry
- Pat E. Johnson (en) (VF : Georges Berthomieu) : l'arbitre principal
- Bruce Malmuth : le présentateur du combat
- Frances Bay (VF : Francette Vernillat) : la vieille dame au chien
- Larry Drake : Yahoo no 1[Quoi ?]
- Andrew Shue : un membre des Cobra Kai (non crédité)
- David Schwimmer : un concurrent au championnat (non crédité)

## Production

### Genèse et développement
L'idée de départ du film vient du producteur Jerry Weintraub, qui découvre un article en 1983 sur un adolescent maigre victime d'intimidation qui s'est ensuite initié aux arts martiaux. Le scénario est ensuite écrit par Robert Mark Kamen.
Pour utiliser le titre The Karate Kid, Columbia Pictures doit demander la permission à DC Comics car Karate Kid (en) est un personnage de La Légion des super-héros. Même si le film ne ressemble en rien aux comics, DC reçoit un crédit lors du générique de fin.

### Attribution des rôles
Charlie Sheen et Sean Penn ont refusé le rôle de Daniel LaRusso, alors que Kyle Eastwood ou encore D. B. Sweeney ont participé aux auditions. Ralph Macchio sera finalement engagé. Il a presque 22 ans lorsqu'il interprète pour la première fois le rôle de Daniel LaRusso, qui est supposé n'être qu'un adolescent. Par ailleurs, le nom de famille du personnage était initialement Webber. Il est changé pour correspondre aux origines italiennes de l'acteur.
Le célèbre acteur japonais Toshirō Mifune, connu pour ses collaborations avec Akira Kurosawa, a auditionné pour le rôle de Miyagi. Dans un commentaire audio du DVD, le réalisateur John G. Avildsen rapporte que son audition a été très bonne mais qu'il proposait un personnage « trop sérieux ». Mako est ensuite envisagé, mais il est pris par le tournage de Conan le Destructeur. Le rôle revient finalement à Pat Morita. Le producteur Jerry Weintraub ne voulait pas l'auditionner car il le voyait uniquement comme un acteur comique, notamment pour sa prestation dans la série comique Happy Days.
Le rôle du senseï Kreese a été initialement écrit pour Chuck Norris mais c'est finalement Martin Kove qui l'incarne dans le film. Les rumeurs disaient que Chuck Norris avait décliné l'offre car il ne voulait pas jouer le rôle d'un méchant à l'écran et qu'il n'aimait pas l'idée qu'on puisse décrire un dojo de Karaté de façon négative. Dans le Adam Carolla Show le 9 février 2006, Chuck Norris déclare qu'il n'a jamais décliné cette offre mais qu'on ne lui avait tout simplement rien proposé et qu'il avait déjà d'autres films prévus à cette époque et l'acteur affirma que même si on lui avait proposé de jouer le rôle de John Kreese, il aurait refusé catégoriquement car il ne voulait plus jouer le moindre rôle de méchant.
William Zabka est choisi pour incarner Johnny. S'il n'a alors aucune compétence en art martial, il est cependant un lutteur accompli.
Âgée de 21 ans, Elisabeth Shue a dû interrompre ses études à Harvard pour jouer dans ce film. C'est sa première apparition au cinéma. Son frère Andrew Shue fait également une petite apparition.
Pat E. Johnson (en), qui signe la chorégraphie de tous les combats du film, joue également le rôle de l'arbitre lors du combat final. C'est un ancien élève de Chuck Norris et un expert en karaté. Il a entraîné de nombreuses stars de cinéma comme Steve McQueen, avec lequel il devint ami.
L'acteur David Schwimmer, plus tard célèbre pour son rôle de Ross Geller dans la série Friends, fait une apparition éclair dans le film en tant qu'élève du club de karaté. Chad McQueen, qui interprète ici Dutch, est le fils de l'acteur Steve McQueen.

### Tournage
Le tournage a lieu du 31 octobre 1983 au 16 décembre 1983. Il se déroule principalement à Los Angeles et ses environs (Woodland Hills, Canoga Park, Reseda, Wilshire Boulevard, North Hollywood, Encino, Malibu, Calabasas) mais également à Phoenix dans l'Arizona.
La première scène filmée a été celle de la plage en été.
Le dernier coup de pied retourné que reçoit Daniel avant d'être sauvé par M. Miyagi a réellement touché Ralph Macchio, et l'a blessé légèrement.

### Musique
Bandes originales de Karaté Kid
Karaté Kid : Le Moment de vérité 2
(1986)
La musique du film est composée par Bill Conti, qui avait travaillé avec le réalisateur John G. Avildsen pour Rocky (1976). Gheorghe Zamfir officie à la flûte de pan sur certains morceaux[réf. nécessaire]. La chanson Cruel Summer de Bananarama est présente dans le film mais n'apparait pas sur le disque commercialisé. La chanson est un succès, tout comme You're the Best. Son interprète, Joe Esposito, avouera plus tard qu'elle a été initialement écrite pour Rocky 3 (1982).
En raison du statut de film culte de Karaté Kid, les CD originaux peuvent coûter entre 40 et 120 $[réf. nécessaire].
| 1.  | The Moment of Truth     | Survivor                 |  |
| 2.  | (Bop Bop) On the Beach  | The Flirts, Jan and Dean |  |
| 3.  | No Shelter              | Broken Edge              |  |
| 4.  | Young Hearts            | Commuter                 |  |
| 5.  | (It Takes) Two to Tango | Paul Davis               |  |
| 6.  | Tough Love              | (Shandi)                 |  |
| 7.  | Rhythm Man              | St. Regis                |  |
| 8.  | Feel the Night          | Baxter Robertson         |  |
| 9.  | Desire                  | Gang of Four             |  |
| 10. | You're the Best         | Joe Esposito (en)        |  |

| 1.  | Main Title               |  | 3:30 |
| 2.  | Fight Night              |  | 2:01 |
| 3.  | A Bumpy Ride             |  | 1:37 |
| 4.  | Dan Ducks Out            |  | 0:55 |
| 5.  | Bonsai Tree              |  | 0:43 |
| 6.  | Decorate the Gym         |  | 0:39 |
| 7.  | Miyagi Rattles Bones     |  | 2:21 |
| 8.  | Miyagi Intercedes        |  | 1:28 |
| 9.  | On to Miyagi's           |  | 1:33 |
| 10. | The Pact                 |  | 2:12 |
| 11. | Feel the Night           |  | 1:56 |
| 12. | Troubled Lovers          |  | 0:33 |
| 13. | Japanese Sander          |  | 1:26 |
| 14. | Daniel Sees the Bird     |  | 2:38 |
| 15. | Fish and Train           |  | 2:28 |
| 16. | Training Hard            |  | 2:29 |
| 17. | The Kiss                 |  | 1:02 |
| 18. | Japanese Hand Clap       |  | 0:40 |
| 19. | No Mercy                 |  | 0:23 |
| 20. | Daniel's Moment of Truth |  | 1:52 |

## Accueil

### Critique
Sur le site agrégateur de critiques Rotten Tomatoes, le film obtient un score de 89 % d'avis favorables, sur la base de 44 critiques collectées et une note moyenne de 6,90/10 ; le consensus du site indique : « [Karaté Kid est] tout à fait prévisible et entièrement de son temps, mais chaleureux, sincère et difficile à résister, en grande partie grâce à l'alchimie détendue entre Pat Morita et Ralph Macchio ». Sur Metacritic, le film obtient une note moyenne pondérée de 60 sur 100, sur la base de 15 critiques collectées ; le consensus du site indique : « Avis généralement favorables ».

### Box-office
Produit avec un budget de 8 millions de dollars, le film engrange une recette de 90 815 558 dollars rien qu'aux États-Unis.
En France, il attire 1 016 343 spectateurs en salles.

## Distinctions
Sauf indication contraire, les informations mentionnées dans cette section peuvent être confirmées par la base de données cinématographiques IMDb,  présente dans la section « Liens externes ».

### Récompenses
- Young Artist Awards[10] 1985 : 
  - prix du meilleur film familial dramatique.
  - prix de la meilleure jeune actrice dans un second rôle de film musical, comédie, aventure ou drame pour Elisabeth Shue.

### Nominations
- Oscars 1985 : nomination à l'Oscar du meilleur acteur dans un second rôle pour Pat Morita.
- Golden Globes 1985 : nomination au Golden Globe du meilleur acteur dans un second rôle pour Pat Morita.
- Young Artist Awards 1985 : nomination au Prix du meilleur jeune acteur dans un second rôle de film musical, comédie, aventure ou drame pour William Zabka.

## Autour du film

### Les raisons du succès
Karaté Kid présente alors pour la première fois ce sport sous une autre facette, plus profonde et plus philosophique, grâce notamment à un scénario très imaginatif et très renseigné de Robert Mark Kamen, et à la performance d'acteur de Pat Morita, parfait en vieux maître malicieux.
Avec ce film, le karaté passe dans l’esprit du grand public du statut de sport d'attaque à celui de sport de défense. Une des raisons du succès du film vient également du fait que l'entraînement atypique et surprenant de Daniel se fait par la répétition des gestes anodins du quotidien. Le « Lustré, frotté », « repeindre la palissade, main droite grande planche, main gauche petite planche » ou encore « Haut, Bas », sont devenus des phrases cultes.
Le film est plus engagé qu'il n'y paraît et contient également de nombreux thèmes forts des années 1980 :
- l'apparition des familles monoparentales et du chômage avec la mère de Daniel qui se trouve dans une situation difficile et l'apparition d'un père de substitution pour Daniel (M. Miyagi) ;
- le déracinement avec ce déménagement du New Jersey vers la Californie et la difficulté de s'intégrer (Daniel le petit brun, d'origine italienne, au milieu des blondinets californiens) ;
- les dérives de l'après-guerre du Viêt Nam avec le fanatique sensei Kreese du dojo Cobra Kaï ;
- le classique duel du bien contre le mal ;
- la dénonciation des camps de prisonniers américains cantonnant des prisonniers d'origine japonaise durant la Seconde Guerre mondiale (quand les prisonniers d'origine allemande ne subissaient rien) : des familles y furent cantonnées, avec une assistance médicale réduite (ce qui justifie le décès prématuré de Mme Miyagi et de l'enfant qu'elle porte), alors que certains servaient dans l'armée américaine (comme ce fut le cas pour Miyagi). Évocation du 442 RCT, unité de l'US Army composée de volontaires d'origine japonaise. Il combattit en Europe où elle devint l'unité la plus décorée de l'US Army ;
- l'histoire d'amour et d'amitié ;
- la relation maître/élève ;
- le respect de la sagesse et des traditions ;
- les bienfaits du travail et la force de la volonté.

L'histoire repose entièrement sur les rapports étroits qui unissent ce jeune garçon devenu le souffre-douleur de jeunes violents et ce vieux Japonais qui deviendra son maître à penser et professeur de karaté. Au-delà d’une simple relation maître / élève, c’est une véritable amitié qui se construit peu à peu entre les deux protagonistes. Et une manière pour ce vieux monsieur de retrouver un enfant qu'il n'a pas pu avoir, sa femme et son enfant étant morts à cause de complications à l'accouchement, comme le suggère la scène de la beuverie.
Les acteurs sont très convaincants, même si Ralph Macchio n'a apparemment aucune aptitude pour les arts martiaux, il incarne parfaitement ce rôle de jeune apprenti et la performance de Pat Morita lui valut l'honneur d'être nommé aux Oscars.
Noriyuki « Pat » Morita ne pratiquait pas les arts martiaux. Il travaillait en tant que technicien dans l'aéronautique avant de se lancer dans la comédie, puis le cinéma. Son personnage de Monsieur Miyagi lui apporta une reconnaissance internationale.
Fort de son expérience acquise sur le tournage de Rocky en 1976, pour lequel il reçoit un Oscar, John G. Avildsen a su ici s’entourer des meilleurs, que ce soit pour le script, l'entraînement des acteurs, les chorégraphies, la musique. Il n'hésite pas à faire des plans larges et longs pour forcer ses acteurs à coller au plus près de l'art martial et la musique de Bill Conti ne fait que rajouter une touche finale sur l'ensemble le rendant encore plus fort.
Un film culte donc, où le karaté n'est plus un sport d'attaque avec toutes ses dérives violentes, mais un art martial complet, avec une philosophie fondée sur l'équilibre du corps et de l'esprit. Un film où l'amitié entre un jeune garçon et un vieil homme va finir par bousculer les certitudes.

### Clins d’œil
- Le nom de M. Miyagi n'a pas été choisi par hasard, il renvoie à Chōjun Miyagi, un karatéka japonais mythique de l'île d'Okinawa. « Sensei Miyagi » créa son propre style de karaté nommé Goju-ryu, ce qui signifie « style de l'alliance du dur et du souple ».
- La scène où M. Miyagi utilise des baguettes pour attraper des mouches en plein vol est une référence au film La Voie de la lumière (宮本武蔵完結編 決闘巌流島, Miyamoto Musashi kanketsuhen : Kettō Ganryūjima?) (1956) de Hiroshi Inagaki, dans lequel on retrouve une scène similaire.
- L'idée des corvées qui sont en fait un entraînement n'est pas nouvelle : on la retrouve dans le film Retour à la 36e chambre où Gordon Liu apprend le kung-fu en construisant tous les jours pendant 3 ans un échafaudage autour de la 36e Chambre où s’entraînent les moines laïcs. Les observant, Gordon cherche à reproduire leurs gestes sur l'échafaudage.

### Répliques cultes
- « La douleur n'existe pas dans ce dojo, n'est ce pas ? » (citation de Kreese dans le film)
- « La pitié est pour les faibles ! » (citation de Kreese dans le film)
- « Équilibre Daniel-san, équilibre ! » (citation de M. Miyagi dans le film)

Dans le film Cigarettes et Chocolat chaud (2016) de Sophie Reine, on retrouve un extrait de la réplique culte de M. Miyagi à Daniel LaRusso : « Wax on, Wax off » (« Lustré, frotté » en VF).

### Faux raccords
Le film comporte quelques soucis de raccord entre les plans :
- Au moment où Lucille se dirige vers le portail de la résidence en  portant un carton, on peut apercevoir un technicien passant sa tête derrière ce même portail.
- Lorsque Daniel demande à Johnny de lui donner le poste-radio d'Ali et que celui-ci le lui plaque contre la poitrine, l'orientation de l'objet est inversée au changement de plan.
- Lorsque Daniel et Miyagi discutent le soir d'Halloween, un rideau et un anneau de douche apparaissent accrochés derrière le vieil homme, des accessoires qui serviront par la suite de déguisement à Daniel. Par la suite, quand il prend la fuite dans la rue pour échapper à la bande de Johnny, Daniel perd ces mêmes accessoires au moment d'esquiver une voiture. Plus tard, quand Miyagi le soigne, le rideau réapparait accroché chez le vieux japonais.
- Après avoir sauvé Daniel des griffes de la bande de Johnny, Miyagi porte le jeune garçon inanimé et le positionne à son épaule gauche. Au changement de plan, Daniel apparaît posé sur l'épaule droite de Miyagi.
- Tandis qu'il le soigne, Miyagi apprend à Daniel à boire le thé "à la japonaise" (la main positionnée sous le goblet). Pourtant, lorsqu'il boit à son tour, Miyagi tient sa tasse à l'occidentale (la main sur le côté du goblet).
- Au moment où Miyagi brise les têtes des bouteilles de bières posées sur sa voiture avec sa main, on peut apercevoir que celles-ci se cassent puis commencent à tomber avant le changement de plan où elles apparaissent debout les têtes brisées.
- Lorsque Daniel effectue sa première journée d'entraînement chez Miyagi (la tâche consistant à nettoyer puis lustrer les voitures), il a un pansement au-dessus du sourcil gauche. Le soir, quand il sort au parc d'attractions avec Ali, Daniel ne porte plus de pansement puis l'a de nouveau à sa place d'origine le lendemain en se rendant chez Miyagi.
- Lors de son quatrième jour d'entraînement, Daniel trouve sur la porte de la maison de Miyagi une lettre dans laquelle le vieil homme lui demande de repeindre la maison. La police d'écriture de cette lettre n'est pas la même au changement de plan.
- Lorsqu'il retourne chez Miyagi après ses déboires dans le grand restaurant, Daniel retrouve le vieil homme ivre. Peu après lorsque celui-ci se sert un autre verre, on peut apercevoir que la bouteille est fermée.
- Lors du premier match de Johnny face à un concurrent, l'assistant de l'arbitre se trompe deux fois en levant le mauvais drapeau chaque fois que Johnny marque un point (il commence à lever le drapeau rouge avant de rectifier en levant le drapeau blanc).
- Lors du combat final, Johnny attrape la jambe gauche de Daniel pour donner un coups de coude au niveau de l'articulation. Peu avant, on peut apercevoir que Ralph Macchio tapote sa jambe (probablement pour donner un repère à William Zabka).

## Dans la culture populaire
Le film est souvent cité ou imité dans d'autres œuvres de fiction.
- En 2005, M. Miyagi est cité dans le film Hooligans de Lexi Alexander.
- La chanson Daniel de Bat for Lashes (présente sur l'album Two Suns [2009]), est inspirée par le héros de Karaté Kid, dont elle était amoureuse durant sa jeunesse[13].
- L'acteur William Zabka (Johnny) apparaît dans plusieurs épisodes de la saison 9 de How I Met Your Mother où il campe son propre rôle, se lamentant d'avoir eu une vie compliquée à cause de son rôle de Johnny qui lui aurait valu (selon le scénario de la série) de nombreuses brimades et agressions depuis la sortie du film. Il est néanmoins l'idole de Barney, l'un des personnages phare de la série, qui fait de lui le réel héros du film, en raison de son penchant pour les anti-héros, et pour qui Ralph Macchio est le « méchant ».
- L'acteur Martin Kove (Kreese) parodie son rôle dans le téléfilm Le chien qui a sauvé l'été[14], avec Dean Cain. Il y joue un ancien militaire devenu dresseur de chiens. Ses répliques sont elles aussi similaires. Il le fait également dans une publicité pour QuickBooks[4].

## Suites, remake et adaptations télévisée
En raison de l’énorme succès du film, John G. Avildsen dirige la suite du film deux ans plus tard : Karaté Kid : Le Moment de vérité 2 (1986). La scène entre les personnages de M. Miyagi et Kreese au début de ce 2e film devait initialement avoir lieu à la fin de Karaté Kid.
En 1989, sort le long métrage Karaté Kid 3, toujours mis en scène par John G. Avildsen. La même année est produite la série d’animation Karaté Kid et diffusée sur NBC, qui ne comptera finalement qu'une saison de 13 épisodes.
En 1994, Christopher Cain réalise Miss Karaté Kid, qui marque le retour du maître M. Miyagi (Pat Morita). Le personnage central des trois premiers films, Daniel LaRusso, n'y est cependant pas présent. Miyagi entraîne cette fois une jeune fille, Julie Pierce (Hilary Swank).
En 2010, sort Karaté Kid de Harald Zwart, remake du premier Karaté Kid. Jackie Chan y reprend le personnage de M. Miyagi mais le nom est changé en « M. Han ». Le jeune Jaden Smith, fils de l'acteur Will Smith, joue le rôle de Dre Parker, l'enfant entraîné par M. Han. L'art martial pratiqué par le héros n'est plus le karaté (japonais), comme le voudrait le nom du film, mais le kung-fu (art martial chinois).
En 2018, la série Cobra Kai est diffusée sur la plateforme YouTube Red. Elle se situe 34 ans après le 1er film. Ralph Macchio et William Zabka y reprennent leurs rôles respectifs de Daniel LaRusso et Johnny Lawrence. La série est ensuite diffusée sur Netflix.
Le film Karate Kid: Legends, prévu pour 2025, fera le lien entre les anciens films et le remake de 2010. Ralph Macchio et Jackie Chan reprennent leurs rôles respectifs.